# Lipský knižní veletrh
Lipský knižní veletrh je druhý největší knižní veletrh v Německu a nejslavnější veletrh konající se v Lipsku.

## Historie
Počátky veletrhu sahají až do 17. století. Od roku 1632 byl největším knižním veletrhem v Německu, o tuto pozici ho po roce 1945 připravil Frankfurtský knižní veletrh. Po roce 1989 se Lipský knižní veletrh přestěhoval do nového veletržního areálu, od roku 1995 se souběžně s ním odehrává také Antikvariátní veletrh. Česká republika byla hlavním hostem veletrhu roku 1995 a 2019.